# Westerbork (koncentrationsläger)

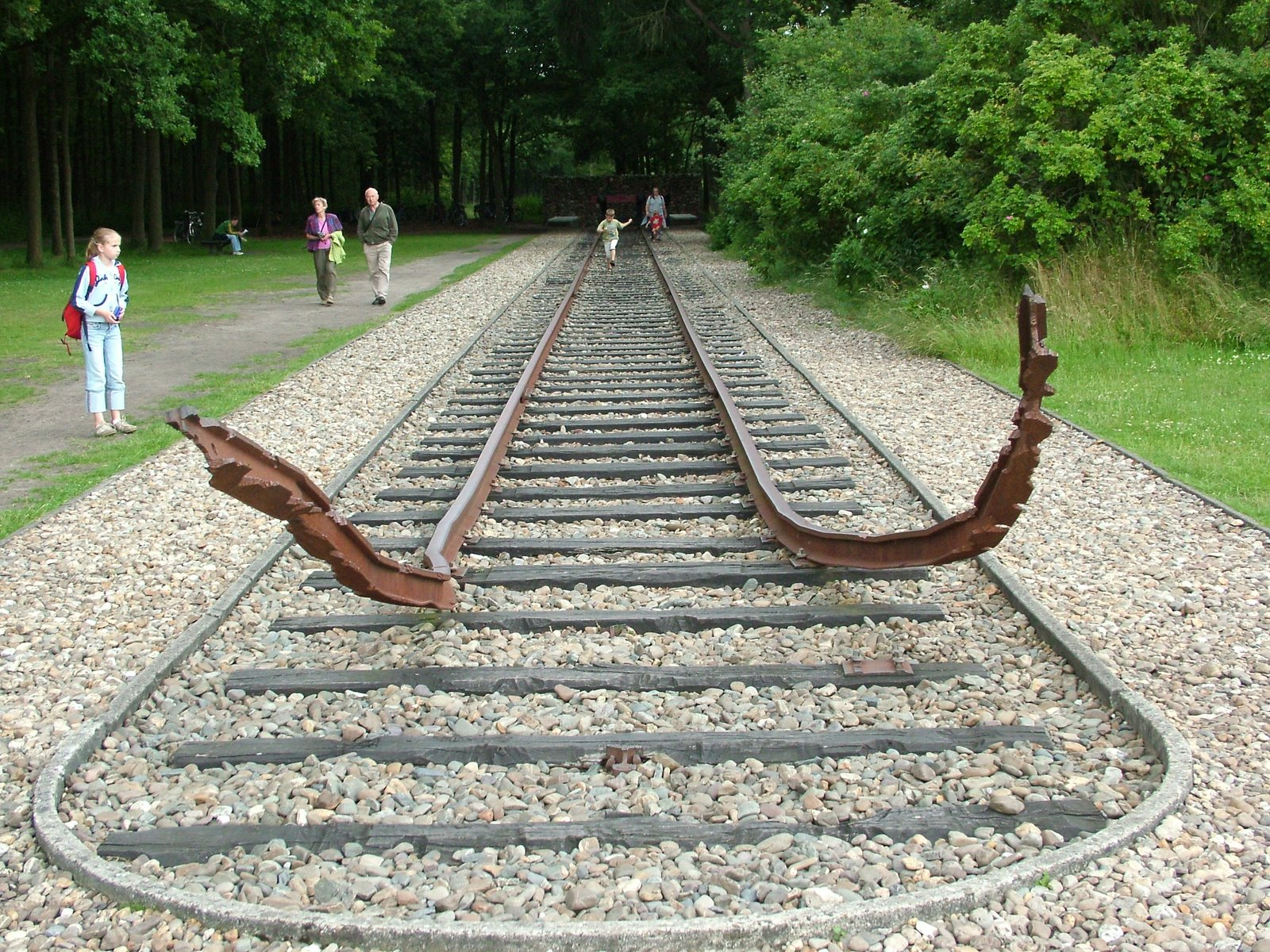
Minnesplats i det före detta lägret.

Westerbork, officiellt benämnt Durchgangslager Westerbork, var ett nazistiskt koncentrationsläger beläget 10 km norr om Westerbork i det av Tyskland ockuperade Nederländerna. Omkring 107 000 judar deporterades från Westerbork till de nazistiska förintelselägren. 

## Kommendanter
- Erich Deppner (juli–augusti 1942)
- Josef Hugo Dischner (september–oktober 1942)
- Albert Konrad Gemmeker (oktober 1942 – april 1945)